# John Zegrus
John Allen Kuchar Zegrus foi um homem detido em 1960 no Japão por suposta fabricação de documentos. Ele foi apelidado de "Homem Misterioso" pelo noticiário japonês da época, e que serviu de base para algumas lendas urbanas.

## História
Em outubro de 1959, um homem identificado como John Allen Kuchar Zegrus, de 36 anos, entrou no Japão com sua esposa coreana. Três meses depois, ele foi preso pela Polícia Metropolitana de Tóquio, suspeito de fraude de identidade. Zegrus tentou descontar um cheque de 200.000 ienes e um cheque de viagem (algo como um título de crédito internacional) de aproximadamente 50.000 ienes no Chase Manhattan Bank e 100.000 ienes no Banco da Coreia.
O caso foi investigado pelo Departamento de Segurança Pública do Departamento de Polícia Metropolitana de Tóquio, que mais tarde mencionou Zegrus em suas memórias. Embora seu passaporte apresentasse carimbos de embaixadas japonesas em vários países do Leste Asiático, ele foi considerado falsificado. Além disso, um visto foi emitido pela embaixada japonesa em Taipei, que agora é conhecida como Associação de Intercâmbio Japão-Taiwan.
Os registros indicam que Zegrus afirmou ter "nascido nos Estados Unidos, mudado-se para o Reino Unido passando pela Checoslováquia e Alemanha, onde completou o ensino médio. Durante a Segunda Guerra Mundial, ele alegou ter sido piloto da Força Aérea Real e capturado. Após a guerra, viveu na América Latina. Mais tarde, tornou-se espião americano na Coreia do Sul, serviu como piloto na Tailândia e no Vietnã, e, finalmente, foi designado pela República Árabe Unida para uma missão secreta no Japão, que incluía o recrutamento de voluntários militares japoneses para a República Árabe Unida." No entanto, após contato com os países mencionados, foi concluído que essas informações não tinham base em fatos reais, e os selos do seu passaporte falso foram comprovadamente inventados.
Em 10 de agosto de 1960, o Tribunal Distrital de Tóquio revisou o caso e condenou Zegrus a um ano de prisão. Ele tentou suicídio com um pedaço de vidro trazido secretamente por ele ao tribunal após o anúncio de sua condenação. 
Após sua libertação, Zegrus foi deportado do Japão para Hong Kong, de onde foi gravado para entrar na região. Sua esposa foi deportada para a Coreia do Sul.

## Lendas urbanas
O jornal The Province, na edição de 15 de agosto de 1960, relata a história com algumas alterações. Num artigo intitulado "Homem com seu próprio país", o jornal afirmava que John Zegrus era "um etíope naturalizado e agente de inteligência do Coronel Nasser" e possuía um passaporte "emitido em Tamanrasset, capital de Taured, ao sul do Saara.". Taured é provavelmente um erro ortográfico de Tuaregue  e Tamanrasset é uma província real da Argélia. Um texto escrito na “língua Tauregue” também foi citado pelo jornal. No início de 29 de julho de 1960, a história foi mencionada na Câmara dos Comuns britânica, quando foi citada por Robert Mathew para argumentar que passaportes não são verificações de segurança muito boas.
O caso foi novamente mencionado nos livros de Jacques Bergier. De acordo com sua versão da história, em 1954, uma pessoa de Taured, um país da África Oriental que "se estendia da Mauritânia ao Sudão e incluía uma grande parte da Argélia", foi presa no Japão durante uma verificação de passaporte. Essa pessoa foi internada em um hospital psiquiátrico, onde foi revelado que havia vindo "comprar armas para a verdadeira Legião Árabe". Em 1981, a história foi mencionada no livro "The Directory of Possibilities", de Colin Wilson e John Grant, onde Tuareg foi escrito incorretamente novamente como Taured.
Finalmente, uma história publicada em vários sites japoneses dedicados a lendas urbanas e histórias de ocultismo relata que, em 1954, um "homem de outra dimensão" chegou ao aeroporto de Haneda. Ele possuía um passaporte do país inexistente chamado "Taured". Quando solicitado a apontar sua nação natal em um mapa, ele indicou Andorra. Ele foi colocado em um hotel com dois guardas para investigação, mas desapareceu sem deixar rastros na manhã seguinte. 